# Lifted (film 2010)
Lifted è un film del 2010 scritto e diretto da Lexi Alexander ed interpretato da Dash Mihok, Nicki Aycox e Uriah Shelton al suo debutto cinematografico. È stato presentato in anteprima al Feel Good Film Festival  il 14 agosto 2010,
ed è stato pubblicato direttamente su DVD nel 2011.

## Trama
Henry Matthews vive in una piccola città dell'Alabama con i genitori, William e Lisa. Suo padre è un meccanico, ma è anche un Marine, mentre sua madre è disoccupata, ma partecipa a sessioni di terapia di gruppo per una tossicodipendenza. Henry è un bambino che frequenta la scuola media ed è spesso vittima di un gruppo di bulli, che lo costringono a rifugiarsi nella chiesa battista dove stringe amicizia con il pastore John. Scoperto che Henry è un cantante di grande talento, il pastore John gli consegna un volantino per l'Alabama Teen Star Quest, una gara di canto a Birmingham.
L'Unità di riserva di William viene attivata e schierata in Afghanistan. Mentre William è via, Henry gli manda canzoni da ascoltare e da mostrare ai suoi amici Marine. La madre di Henry non può permettersi di pagare l'ipoteca sulla casa e i due sono costretti a trasferirsi nella roulotte del padre di Lisa, un uomo anziano che odia la musica che Henry ascolta e che non ha mai accettato che sua figlia si sia sposata con William. Un giorno Henry marina la scuola e Lisa pensando che sia scappato di casa si ubriaca. Suo nonno lo picchia per aver ascoltato la sua musica e marinato la scuola. Henry decide di partire e partecipare alla competizione canora e fa autostop fino a Birmingham per partecipare alla gara di canto. Mentre è assente, suo padre torna a casa e trova la casa vuota e la moglie ubriaca, poi corre a Birmingham dove trova Henry e si esibisce con lui nella competizione.
Lisa e suo padre vanno a Birmingham e trovano Henry. Il padre di Lisa dice ai funzionari della competizione che non ha avuto un genitore con lui per tutto il tempo. Questo confonde Henry, che viene informato che suo padre è morto tre mesi prima. Henry guarda suo padre, il quale lo informa che nessun altro può vederlo. Suo padre infatti è stato ucciso da una donna afgana poco dopo essere giunto in Afghanistan, ma lo spirito dell'uomo è stato con Henry per tutto il tempo. Henry decide di abbandonare la competizione perché suo padre non è lì. Lo spirito di William quindi visita un suo amico della sua unità. The friend's remote breaks on the channel talking about Henry e legge una lettera che William gli ha dato. La lettera gli dice di aiutare Henry nella competizione se egli dovesse essere morto. Tornato alla competizione, Henry non canta perché suo padre se n'è andato. I giudici lo eliminano, ma uno degli altri cantanti si ritira lasciando ad Henry il suo posto. Insieme Henry l'amico di William vincono la competizione e viene loro offerta la possibilità di essere contattati da una casa discografica di Los Angeles.

## Produzione
Il film è stato prodotto da Deborah Del Prete, che ha prodotto il primo lungometraggio di Lexi Alexander, Hooligans.
Il film è stato girato interamente a Irondale, Morris/pinson and Birmingham, Alabama, negli Stati Uniti.
Il film è stato approvato dalla HRock Church di Pasadena, California. Il pastore della chiesa, Ché Ahn, e suo figlio, Gabe Ahn, hanno mostrato una proiezione speciale del film. Gabe ha dichiarato, "Quello che mi è piaciuto di più di questo film è che si basa sui rapporti familiari, ma allo stesso tempo ci incoraggia a sognare in grande."
Lifted è stato il primo film realizzato nell'ambito del nuovo programma di incentivi cinematografici dell'Alabama.